# Romanova slonovina
Romanova slonovina je izrezljana reliefna plošča iz obdobja bizantinskega cesarstva, ki meri 24,6 cm (najvišje) x 15,5 cm in je debela 1,2 cm . Panel je trenutno v kabinetu des Médailles v Parizu. Napisi označujejo figure cesarja Romana in njegovo ženo Evdokijo, ki jih Kristus blagoslavlja. Vendar pa obstajata dve imeni cesarskih parov, za katera gre pa se še niso strinjali. Najprej so verjeli, da predstavljajo Roman IV. in so ploščo zato datirali med 1068 in 1071. Razkritja drugih rezbarij v 20. stoletju pa so vodili raziskovalce, da mislijo, da predstavlja Romana II., s čimer se je datum nastanka spremeni na nekje med leta 945 in 949 .

## Roman IV. in Evdokija Makrembolitissa
Do leta 1926 se je ta plošča prikazovala kot kronanje in / ali poroka Romana IV. Diogena in Evdokije Makrembolitisse, predvsem zaradi napisa nad glavo Evdokije, ki se glasi Basilis Rhomaion. Basilis (in Basilissa) je bil naslov, ki so ga uporabljale samo ženske, ki so bile regentke za svoje mladoletne sinove, kar je Evdokija Makrembolitissa bila ob njeni poroki z Romanom IV. Izraz sta uporabljali samo dve drugi ženski, ki sta obe za življenja prevzeli prestol kot edini vladarici ali regentki za svoje sinove. Podoba tega dvojnega kronanja je bila uporabljena tudi na grbih in kovancu, da bi tako spodbujali Evdokijino moč in legitimirali Romana IV. kot cesarja.

## Ikonografija
Sodobna znanost na tem delu trdi, da to delo predstavlja velikonočno kronanje mladega cesarja Romana II. in njegovo otroško nevesto, Berto (preimenovano v Evdokijo ob prihodu na dvor) iz leta 945. Znanstveniki opozarjajo, da so »cesarji vedno bolj ali manj prikazani, kot izgledajo«, na kar kaže dejstvo, da je Roman na slonovini brez brade in zato bolj verjetno Roman II., ki mu je bilo le šest let ob kronanju leta 945. V nasprotju s tem bi bil kasnejši Roman IV. star približno 30 let in imel polno brado. Obstaja tudi nekaj namigov na Evdokijino figuro 'podobno otroški'. . Oblačila para prav tako nakazujejo na teorijo Romana II., saj je prikazan v lorosu, medtem ko Evdokija nosi ogrinjalo (chlamys), kar pomeni, da je podrejena cesarici Heleni. Zato se domneva, da je to edini ohranjen cesarski portret, kjer Kristus krona mladega cesarja in cesarico.

## Slog
Nekatere raziskovalci povezujejo slog Romanove slonovine z drugimi ohranjenimi deli bizantinske umetnosti, ki so zagotovo datirani v 10. stoletje. Plošča, ki jo je kot del epistolarja Sigeberta, škofa iz Mindena (1022-1036), je del takšne skupine in Cutler navaja, »če ... osrednji del triptiha, ki je prišel na zahod pred smrtjo Sigeberta iz Mindna leta 1036 sledi, da Romanova slonovina ni mogla biti narejena v drugi polovici 11. stoletja«.  Ta trditev se tudi ujema z drugimi trditvami, da sta imela kovina in steatit prednost pred slonovino kot surovina do 11. stoletja. . Trenutno ni drugih opisanih del, na katerih bi bil portretiran prestolonaslednik, niti mladi cesar brez starejših .
Vendar pa drugi opozarjajo, da slog slonovine bolj spominja na druga dela iz druge polovice 11. stoletja, kot sta Harbavillski triptih in vsaj dva druga triptiha iz bizantinskega obdobja, pri tem pa ugotavlja, da je rezbarjenje iz 10. stoletja bolj ravno in da je manj vidno na Romanovi slonovini. Vrste obrazov in druge slogovne podrobnosti so bile povezane tudi z delom konca 11. stoletja .